# 沂水路7号捷成洋行别墅
36°3′53.5″N 120°19′15.4″E / 36.064861°N 120.320944°E
沂水路7号捷成洋行别墅，又名棣德利街捷成洋行别墅旧址、捷成洋行公寓旧址，是位于中国山东省青岛市市南区沂水路7号的一座住宅，建于1903年，现为市南区一般不可移动文物。

## 历史
沂水路7号建于1903年，最初为青岛捷成洋行（Diederichsen, Jebsen & Co., Tsingtau）建造的职员别墅。捷成洋行在青岛拥有砖瓦厂和多处地产。1933年，中鲁银行买下此处别墅，供经理张玉田与襄理居住。1949年后，该楼曾为青岛市建设局、青岛市建材局所使用，现为青岛市建筑材料工业总公司所使用。2000年，该建筑以“迪德瑞希宅第旧址”之名列入第一批青岛市历史优秀建筑。2012年11月6日，该建筑以“迪德瑞希旧宅”之名列入市南区未核定为文物保护单位的不可移动文物（一般不可移动文物）名录。

## 建筑特色
沂水路7号占地面积3246.68平方米，建筑面积1001.59平方米，平面大致为矩形，砖木结构，地上2层，地下1层，建有阁楼。外立面墙体变化丰富，花岗岩砌墙基，外墙大部分为红砖，与白色墙面形成对比，阁楼窗外及屋檐下等处以仿木桁架结构装饰，局部为德占时期早期建筑常见的“X”形桁架。东侧窗边墙面以釉面瓷砖镶嵌装饰，主入口位于东侧，临街立面原有塔楼，现已不存。屋顶为红瓦坡屋顶，局部开老虎窗。楼内铺设木制地板与护墙板，设有绿色瓷砖壁炉。整座建筑装饰华丽，具有复古风格。

## 图集
- 1910年代的捷成洋行别墅（右侧），左侧为第三营官邸
- 1910年代的沂水路，中央偏左侧位捷成洋行别墅西南立面
- 沂水路7号临街立面现状，2015年3月
- 沂水路7号西南侧的扩建部分，2015年5月